# Rex Ingram
Rex Ingram, född Reginald Ingram Montgomery Hitchcock den 15 januari 1892 i Dublin, död 21 juli 1950 i North Hollywood, Los Angeles, Kalifornien, var en irländsk-amerikansk filmregissör.
Rex Ingram var ursprungligen skulptör med senare verksam som regissör i Frankrike och USA. Ingram nådde 1921 världsrykte med De fyra ryttarna med den nyupptäckte Rudolph Valentino i huvudrollen; en romantisk-symbolistisk film, som genom sin tendensiösa skildring av det tyska folket blev en oerhörd publiksuccé i USA.

## Filmografi i urval
- Kärlek och romantik (1918)
- Ärliga tjuvar (1919)
- De laglösas hövding (1920)
- Fädernetorvan (1920)
- Hjärter i trumf (1920)
- Unga hjärtan (1921)
- De fyra ryttarna (1921)
- Svarta orkidéer (1922)
- Fången på Zenda (1922)
- Scaramouche (1923)
- Två människor (1923)
- Beudinen (1924)
- Under afrikansk himmel (1927)
- De 3 lidelserna (1928)